# 胡國鋒
胡國鋒（Wu Kwok Fung，1976年10月22日—），生於香港，已退役香港著名籃球運動員，司職得分後衛，有「左手神將」之稱，被譽為香港最佳的左手射手，前香港隊三分神射手，前南華傳奇球員，於2012年以聯賽總冠軍終結18載甲一生涯，現職為消防員及擔任香港甲一籃球聯賽球隊東方龍獅球會青年軍主教練。

## 籃球生涯
胡國鋒生於香港，初中開始接觸籃球，最初只是玩樂性質，直到中五時開始去觀賞本地甲組賽事，那時亦令他開始着迷，繼而接受有系統籃球訓練，在18歲時與李偉倫等青年軍成員被提拔至甲組球隊福建，於2003年轉投南華，在2012年以35歲之齡最後一次披上南華的10號球衣，為南華完成「三冠王」成就後宣佈退役，在2014年還復出協助東方升上甲組，於2005成功考取消防員。

## 國際賽生涯
在2003年亞洲籃球錦標賽，胡國鋒在賽事中以總數28個三分球擊敗韓國射手，得到當屆的「三分王」美譽，他曾連續三屆參加世界大學運動會（1999年西班牙、2001年中國及2003年南韓）。

## 教練生涯
胡國鋒於2000年開始已在不同學校、青少年籃球訓練班，如青苗、地區、Nike League等擔任教練，在2003年在香港城市大學建築工程管理系畢業，在2012年起擔任學界籃球勁旅拔萃男書院教練，球隊成績一直名列前茅，於2014年更衛冕九龍區(D1)校際籃球賽A Grade冠軍。2015年，胡國鋒擔任東方青年軍教練。

## 家庭生活
胡國鋒已婚，育有二個女兒。

## 外部連結
- 胡國鋒在archive.fiba.com（archived）（英语）
- 胡國鋒在Eurobasket.com（球員）（英语）
- 胡國鋒在RealGM（英语）